# International Planned Parenthood Federation
International Planned Parenthood Federation (IPPF) ist ein internationaler Dachverband im Bereich der Bevölkerungspolitik und zählt zu den führenden Organisationen des Population Control Establishments.
Die IPPF ist weltweit der größte private Finanzier von Familienplanungsprogrammen. Sie entstand aus acht nationalen Familienplanungsverbänden (USA, Großbritannien, Indien, Hongkong, Singapur, Deutschland, Holland, Schweden). Die Umbenennung (des 1948 provisorisch eingerichteten International Committee on Planned Parenthood) wurde auf der dritten International Conference on Planned Parenthood in Bombay 1952 beschlossen.
Offiziell unterstützt die IPPF insbesondere  das reproduktive Selbstbestimmungsrecht von Frauen, unterstützt aber auch die Forderungen nach der Bekämpfung der „Überbevölkerung“.
Die anfängliche Finanzierung stammte aus Mitteln des Hugh Moore Fund und der Rockefeller Foundation. Später wurde die IPPF finanziert von DuPont, Standard Oil und Shell. Im Gremium der IPPF befinden sich (Stand 2004) Repräsentanten amerikanischer Groß- und Finanzkonzerne.
Sitz der Nichtregierungsorganisation ist London. Nationale IPPF-Organisationen sind in 170 Ländern auf allen Kontinenten aktiv. Zu den Mitgliedern gehören Pro familia (Deutschland) und Planned Parenthood. Sie hat einen Beraterstatus bei der UNESCO und arbeitet mit weiteren Organisationen wie Population Council, UNFPA, USAID, WHO, UNICEF und UNEP zusammen.
Barbara Finke beschreibt die Bedeutung: „Der von NGOs und privaten Initiativen bereits in den 1950er Jahren nachhaltig beeinflusste mainstream Bevölkerungsdiskurs entwickelte sich im Spannungsfeld der sexuellen Selbstbestimmung und Emanzipation der Frau auf der einen Seite und einem von neo-malthusianischen und szientistischem oder gar eugenischem Gedankengut beeinflussten Konzept effektiver Bevölkerungskontrolle auf der anderen (...). Eine bereits 1952 gegründete internationale NGO, die International Planned Parenthood Federation IPPF, prägte den globalen bevölkerungspolitischen Diskurs, noch bevor sich Staaten und internationale Organisationen mit der Bevölkerungsplanung im globalen Maßstab zu beschäftigen begannen (...).“
Erste Mittel zu bevölkerungspolitischen Programmen wurden mit Unterstützung der IPPF an Frauen in Puerto Rico 1956 und 1961 getestet.
Die IPPF sieht die sexuellen Rechte als Teil der Menschenrechte. Im Mai 2008 wurde die IPPF-Charta der sexuellen und reproduktiven Rechte verabschiedet.